# Jos Lensink
Josephus Hendrikus (Jos) Lensink (Amsterdam, 9 oktober 1939 - Haren, 6 januari 2020) was een Nederlands filosoof.
Jos Lensink studeerde filosofie en psychologie. Van 1972 tot 2002 was hij docent aan de Rijksuniversiteit Groningen. Lensink was in zijn jonge jaren een christelijk denker, maar groeide later uit tot een representant van het dialectisch materialisme en een echte vakbroeder van Hans Heinz Holz, met wie hij ook in zijn politieke visie tamelijk nauw verwant is. In de jaren 80 was hij, als tegenstander van het opgaan van de CPN in GroenLinks, betrokken bij het ontstaan van de VCN en later de NCPN.
Lensink was, hoewel zelf materialist, een specialist op het gebied van het Duits idealisme. Hij stond bekend om zijn abstracte verhandelingen over de verhouding tussen epistemologie (door hemzelf gnoseologie genoemd) en ontologie en om zijn curieuze, soms enigszins onnavolgbare taalgebruik. In 1994 promoveerde hij op Het waagstuk van de omvattende rede. Lensink hield zich ook bezig met de kritische psychiatrie, maar nam tot op zekere hoogte afstand van de antipsychiatrie. Filosofie-didactisch had hij grote invloed op Johan Binnema, die hem in Groningen meerdere jaren assisteerde en later korte tijd opvolgde als docent filosofie van de pedagogiek. Jos Lensink was de neef van acteur Ton Lensink.